# Mikecz Tamás
Mikecz Kálmán Tamás (Nyíregyháza, 1937. március 3. – Nyíregyháza, 2013. március 6.) állami díjas informatikus.
Az Állami Díjat a mezőgazdasági Nyersanyagtermelés és élelmiszeripari feldolgozó tevékenység közötti összhang megteremtését szolgáló számítógépes mintarendszer kidolgozásában elért kimagasló eredményeiért kapta.

## Családja
Nős, felesége Fekete Julianna (1942), házasságot 1961. október 21-én kötöttek. Fiuk Mikecz Tibor (1977).